# Miami International Autodrome
Miami International Autodrome – tor wyścigowy położony wokół stadionu Hard Rock Stadium i jego prywatnych obiektów na przedmieściach Miami w mieście Miami Gardens w Stanach Zjednoczonych w stanie Floryda. Tor ma długość 5,412 km i ma 19 zakrętów z przewidywaną średnią prędkością około 223 km/h. Tor został oddany do użytku w 2022. Tor został zaprojektowany i dostarczony przez projektantów toru, na inauguracyjne Grand Prix Miami Formuły 1, które zostało umieszczone w kalendarzu Formuły 1 w sezonie 2022 jako piąty wyścig sezonu, który odbył się w maju 2022 roku.

## ZwycięzcyGrand Prix Miamina torze Miami International Autodrome
| Sezon |  | Kierowca       | Zespół              |        |
| ----- |  | -------------- | ------------------- | ------ |
| 2022  |  | Max Verstappen | Red Bull-RBPT       | Wyniki |
| 2023  |  | Max Verstappen | Red Bull-Honda RBPT | Wyniki |
| 2024  |  | Lando Norris   | McLaren-Mercedes    | Wyniki |